# Vanesa Pérez-Sauquillo
Vanesa Pérez-Sauquillo (Madrid, 1978) es poeta, autora de literatura infantil y juvenil y adultos en lengua castellana y traductora española. 

## Trayectoria
Se licenció en Filología Hispánica por la Universidad Complutense de Madrid, donde también obtuvo el Diploma de Estudios Avanzados en Literatura Francesa. Su obra poética ha obtenido varios premios (entre ellos el Ojo Crítico de Radio Nacional) y aparece recogida en numerosas antologías de poesía reciente tanto en España y como en el extranjero. En 2013 empezó a publicar Literatura Infantil y Juvenil y desde entonces sus libros se han traducido a varias lenguas y publicado en Europa, Hispanoamérica, Asia y EE UU.

## Libros publicados de Poesía
- Pájaro de tormenta (El ciclo de la rabia, 2001-2007), Hiperión, 2023.
- La sagrada tarea, incluido en VV.AA., Doce líricas para un nuevo mundo. ¿Hacia dónde camina el ser humano?, col. Obra Fundamental, Fundación Santander, 2023.
- Combustión espontánea, Calambur, 2019.
- El sueño intacto. Antología 2001-2017, Ars Poetica, 2017.
- El dado azul, Poética y Peatonal, Ejemplar Único acompañado de las pinturas de Gabriel Viñals, 2017.
- La isla que prefieren los pájaros, Calambur, 2014.
- Climax Road, Accésit del Premio Adonáis, Rialp, 2012, y Premio Ojo Crítico de Radio Nacional.
- Bajo la lluvia equivocada, Premio Arte Joven de la Comunidad de Madrid, Hiperión, 2006.
- Invención de gato, Calambur, 2006.
- Vocación de Rabia, Accésit Premio Federico García Lorca, Universidad de Granada, 2002.
- Estrellas por la alfombra, Premio Antonio Carvajal, Hiperión, 2001.

## Libros y series publicadas de Literatura Infantil y Juvenil
- Mentiras de Dulcamara. Viajes por los Lugares Dúplices. Ilustrado por Eva Sánchez Gómez, Duermevela, 2025.
- SuperHada y Pompón. ilustrado por Leire Martín, Anaya, 2025.
- El dragoncito Pérez Ilustrado por Leire Martín, Anaya, 2024.
- ¡Y un cuerno! Ilustrado por Leire Martín, Anaya, 2024.
- Galadriel.exe. ¿Hada o robot? Ilustrado por Luciano Lozano, Loqueleo, 2024.
- Contando Te Quieros. Ilustrado por Elisa Bernat, Rubio, 2024.
- 10 maneras de dormir a un unicornio. Ilustrado por Mario Gushiken, Beascoa, 2023. Publicado en España y USA (en español).
- Duendes del Dulce Hogar 2 y el unicornio de chocolate. Ilustrado por Martuka, Molino, 2023.
- La fiesta del baño Colección Grandes Pasitos. Ilustrado por Sara Sánchez, Beascoa, 2023. Publicado en España, Uruguay, Perú y USA (en español).
- Duendes del Dulce Hogar. Ilustrado por Martuka, Molino, 2022.
- Fisno y Pelucho. Un tesoro en la basura. Ilustrado por Susana Soto, Loqueleo, 2021.
- Cuando la luna era bebé y otros cuentos con beso para las buenas noches. Ilustrado por Almudena Aparicio, Beascoa, 2021.
- La ovejita que sabía contar y otros cuentos con beso para las buenas noches. Ilustrado por Almudena Aparicio, Beascoa, 2021.
- Un poema para cada día de primavera. Ilustrado por Raquel Díaz Reguera, Lumen, 2020. Publicado en España y USA (en español).
- Un poema para cada día de invierno. Ilustrado por Raquel Díaz Reguera, Lumen, 2019. Publicado en España y USA (en español).
- Las pulgas que cambiaron el mundo. Ilustrado por Mónica Calvo, SM, 2019.
- El caballo de Lord Byron Ilustrado por María Espejo, Siruela, 2018.
- Cada animal con su orinal. Colección Grandes Pasitos. Ilustrado por Sara Sánchez, Beascoa, 2018.
- Proyecto Quiero Colección de tres títulos (+ 3 años) ilustrados por Jazmín Villagrán: ¡Hola oso!, El cumpleaños del oso y Adiós, oso!, Santillana Educativas, 2018.
- ¡A contar! Matemáticas para pensar Colección de 8 títulos (+3 años): Pan de ratón, Me parece que soy bruja, ¡Qué cosas tiene mi abuela!, El cumpleaños del dragón, El escondite de los animales, En mi casa hay quince gatos, La frutería del can, El árbol mágico, Varios ilustradores, Santillana Educativas, 2017.
- Deseos de nunca acabar. Ilustrado por Fernando Vicente, Lumen, 2017.
- Cada animal con su orinal. Colección Grandes Pasitos. Ilustrado por Sara Sánchez, Beascoa, 2017. Publicado en España, Círculo de Lectores, Francia, Turquía, USA (en español), Perú y Corea del Sur.
- Las Gafas de las Emociones. Colección Grandes Pasitos. Ilustrado por Sara Sánchez, Beascoa, 2017. Publicado en España, Turquía, Perú, Francia y USA (en español).
- El Libro Dejachupetes. Colección Grandes Pasitos. Ilustrado por Sara Sánchez, Beascoa, 2017. En España, Círculo de Lectores, Francia, Turquía, USA (en español), Perú y Corea del Sur.
- La hora de roncar. Colección Grandes Pasitos. Ilustrado por Sara Sánchez, Beascoa, 2017. Publicado en España, Francia, Turquía, Perú y USA (en español).
- La Fiesta de las Estaciones. Cuentos, poemas y juegos para todo el año, ilustrado por Fermín Solís, Beascoa, 2016. También en edición de Círculo de Lectores, 2018.
- El hada de la Pimienta y otros poemas, ilustrado por Emilio Urberuaga, Loqueleo, Santillana, 2016.
- Love is in the Air. El libro perfecto para amores imperfectos, ilustrado por Natalia Pereira, Alfaguara, 2016. Publicado también en México (Editorial Altea).
- Pepete y la Chata. Aventuras de cada día, ilustrado por Ona Caussa, Bruño, 2015. Publicado en castellano y catalán (Els meus contes curts: En Pepet i la Nasset. Ed. Brúixola).
- Cuentos con beso para las buenas noches, ilustrado por Almudena Aparicio, Alfaguara Infantil, 2013. Publicado en Alfaguara España, México, USA y Puerto Rico (en español). Actualmente disponible en Ed. Beascoa.
- Pobre mamá, ilustrado por Miriam Cordes, Bruño, 2013. Publicado en España, Inglaterra, Francia y Alemania por Minedition Verlag, y también en Taiwán.

## Libros para adultos y jóvenes -Young Adult-
- Mentiras de Dulcamara. Viajes por los Lugares Dúplices. Ilustrado por Eva Sánchez Gómez, Duermevela, 2025.
- Deseos de nunca acabar. Ilustrado por Fernando Vicente, Lumen, 2017.
- Love is in the Air. El libro perfecto para amores imperfectos, ilustrado por Natalia Pereira, Alfaguara, 2016. Publicado también en México y Uruguay bajo el sello Altea.

## Poesía: galardones y antologías
Galardones
- Premio Internacional del Poesía Jovellanos al Mejor Poema del Mundo, 2025.
- Premio Ojo Crítico de Radio Nacional, 2012.
- Accésit del Premio Adonáis, 2011.
- I Premio de Poesía Serie B, convocado por LABoral, Centro de Arte y Creación Industrial, El Gaviero Ediciones y la Semana Negra de Gijón, 2010.
- Premio de Arte Joven de la Comunidad de Madrid, 2005.
- Premio de poesía Antonio Carvajal, 2001.
- Accésit del Premio de poesía Federico García Lorca, 2001.

Antologías de poesía
- Mujeres. Poesía y Arte, Revista Litoral, 2025.
- 25 años del Premio de Poesía Joven "Antonio Carvajal" (1998-2022), Hiperión, 2022.
- Hijos del viento. Antología de poemas sobre animales, Edogtorial, 2021.
- Horror en el hipermercado. Poesía y publicidad, ed. de Luis Bagué Quílez y Susana Rodríguez Rosique, Universidad de Valladolid, 2021.
- Pero afuera en el mundo no hay palabras. Para Carmen Jodra Davó, ed. de Miguel Losada y María Jesús Fuentes, Ediciones de la Revista Áurea / Mester de Vandalía, 2021.
- La casa del poeta. Versos para quedarse a vivir, sel. de Carmen Berasategui y Gonzalo Escarpa, Trampa ediciones, 2021.
- ¡Aquí la Tierra! Poemas para un planeta en apuros, ed. de Mª del Carmen Quiles Cabrera y Mar Campos, con ilustraciones de Ana Campos, Valparaíso Infantil, 2020.
- Séptima antología de "Adonáis", prólogo de Luis Alberto de Cuenca, Rialp, 2016.
- (Tras)lúcidas. Poesía escrita por mujeres (1980-2016), ed. de Marta López Vilar, Bartleby, 2016.
- 20 con 20. Diálogos con poetas españolas actuales, ed. de Rosa García Rayego y Marisol Sánchez Gómez, Huerga y Fierro, 2016.
- Latología Poética, selec. por los latólogos Sebastián Fiorilli y Lucía Iglesias Kuntz, La Guêpe Cartonniere & Tipos Editores, 2015.
- Spanish Contemporary Poetry, edited by Diana Cullell, Manchester University Press, 2014.
- Generación 2001. 26 poetas españolas (sin peaje). Antología de inéditos de joven poesía española, selección de María Rosal y Mª Ángeles Hermosilla, La manzana poética, 2014.
- Fruta extraña. Casi un siglo de poesía española del jazz, edición de Juan Ignacio Guijarro, Fundación de José Manuel Lara. Vandalia, 2013.
- Voces del Extremo. Poesía y resistencia, Voces del Extremo, 2013.
- Barcos sobre el agua natal. Antología de poesía hispanoamericana desde el siglo XXI, selec. por Jocelyn Pantoja y Rafael Saravia, Col. La víbora de la mar, Literal-Ediciones Leteo, 2012.
- Quien lo probó lo sabe: 36 poetas para el Tercer Milenio, estudio y selec. por Luis Bagué Quílez, Letra Última, 2012.
- Mujeres en su tinta. Poetas españolas en el siglo XXI, comp. por Uberto Stabile, A Fortiori Editorial, 2012.
- Ida y vuelta. Antología poética sobre el viaje, coord. por Begoña Callejón, 2011.
- Trato preferente. Voces esenciales de la poesía actual en español, coord. por Balbina Prior, Sial, 2010.
- Voces de papel. A Miguel Hernández, Instituto Cervantes de Lyon, 2010.
- Poesía cada día, Ediciones de la Torre, 2009.
- El poder del cuerpo, Castalia, 2009.
- Diez poetas - Diez músicos, Libro CD, Calambur, 2008.
- Última poesía española (1990-2005), sel. de Rafael Morales, Marenostrum, 2006.
- Los jueves poéticos en la casa del libro, Hiperión, 2006.
- Que la Fuerza te acompañe, El Gaviero, 2005.
- Todo es poesía menos la poesía, Eneida, 2004.
- Veinticinco poetas españoles jóvenes, Hiperión, 2003.

## Traducciones
Narrativa
Ha realizado más de cien traducciones literarias infantiles, juveniles y de adultos para editoriales como Martínez Roca, Edelvives, Booket, Alfaguara Infantil y Juvenil/Altea, Maeva, Beascoa etc. Entre ellas, las series best-seller de Isadora Moon, Mirabella, Victoria Stitch (de Harriet Muncaster), o Elmer el elefante multicolor (de David McKee). The Perks of Being a Wallflower (Las ventajas de ser un marginado), de Stephen Chbosky, fue el título seleccionado en castellano por la OEPLI (Organización Española para el Libro Infantil y Juvenil) para la lista de honor de IBBY (International Board on Books for Young People) en la modalidad de Traducción.
Poesía
- Pesadilla antes de Navidad, de Tim Burton. Alfaguara Infantil y Juvenil, 2015.
- Antología poética de Immanuel Mifsud, en el V Círculo de Traducción Poética de Córdoba. (En prensa).
- Poema "Fire and Ice" de Robert Frost, en Eclipse, de Stephanie Meyer, Alfaguara, 2007.
- Poemas inéditos de Roald Dahl en Poemas y canciones, Alfaguara Infantil y Juvenil, 2006.
- Muertes y entradas 1934-1953 : antología poética, de Dylan Thomas. En colaboración con Niall Binns. Signos, Huerga y Fierro, 2002.